# Richardia brasiliensis
Richardia brasiliensis là một loài thực vật có hoa trong họ Thiến thảo. Loài này được Gomes miêu tả khoa học đầu tiên năm 1801.

## Hình ảnh

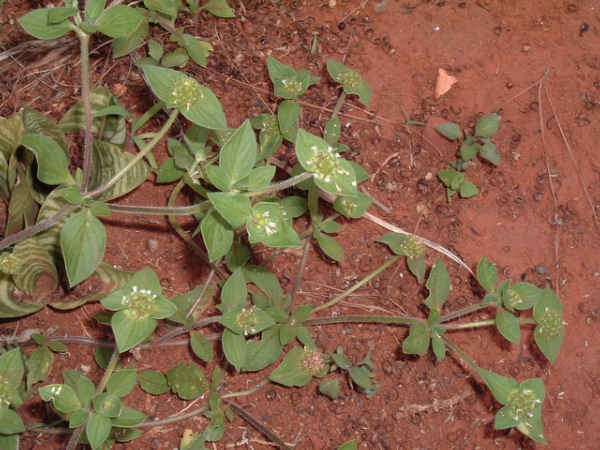
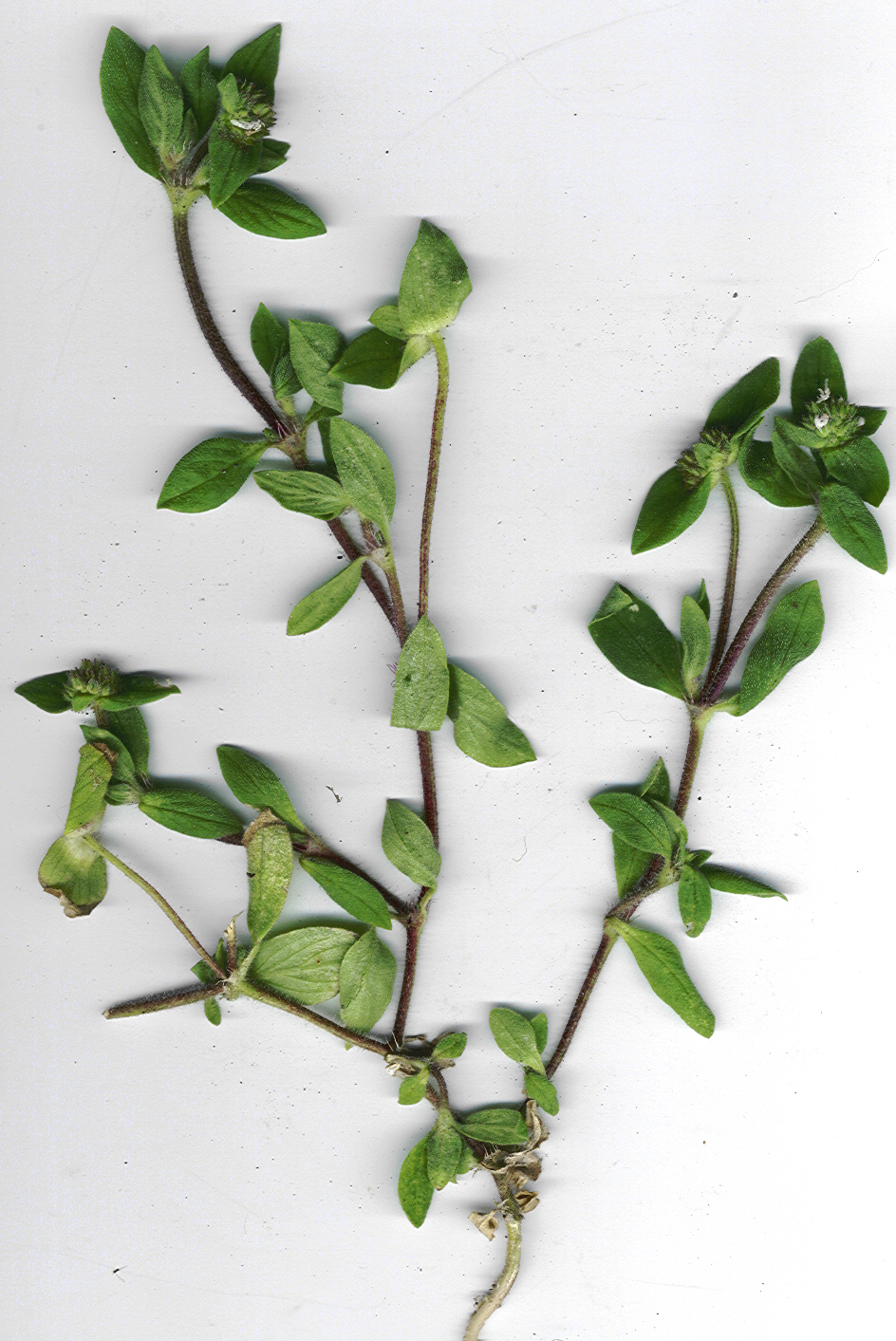
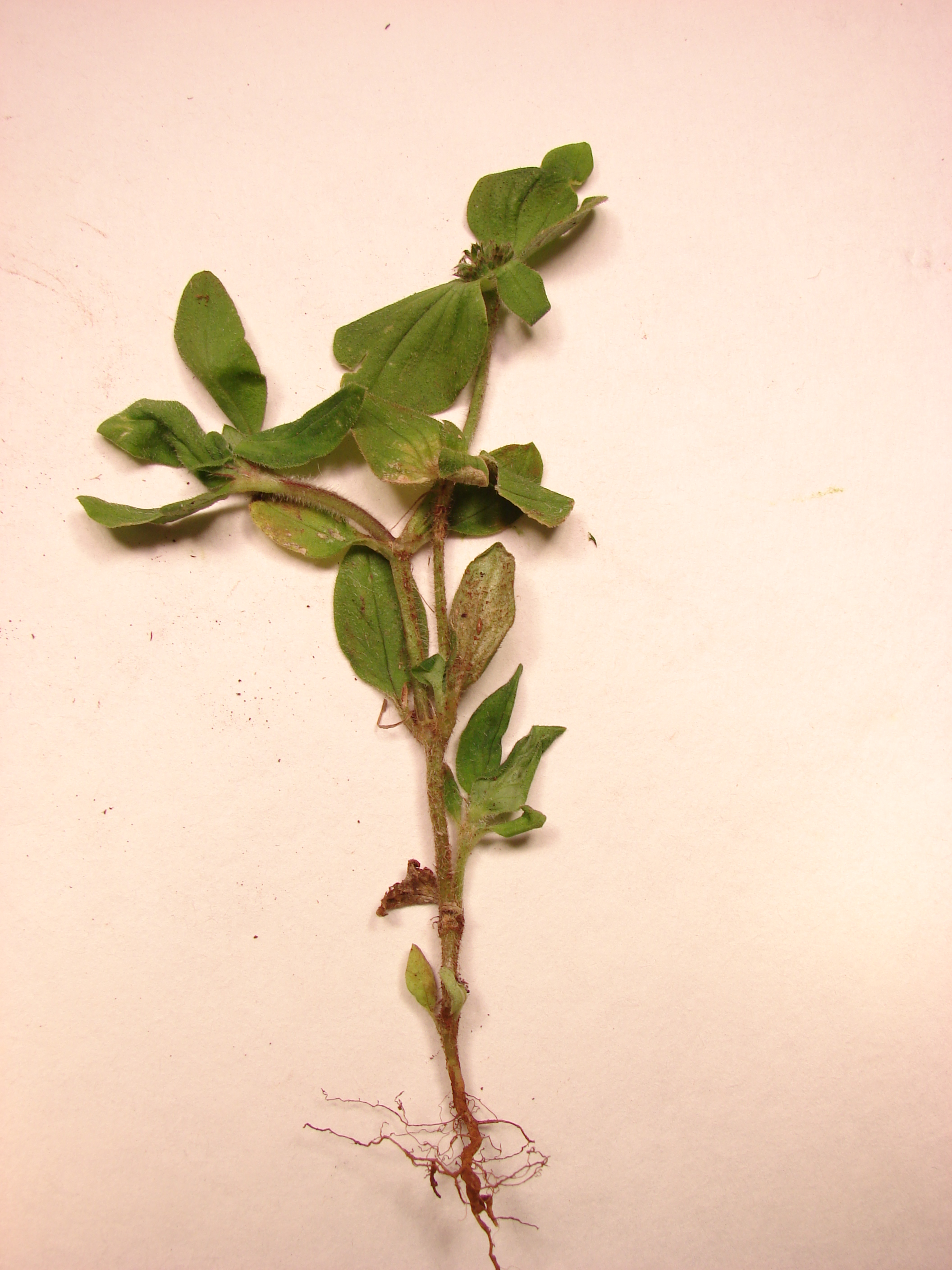
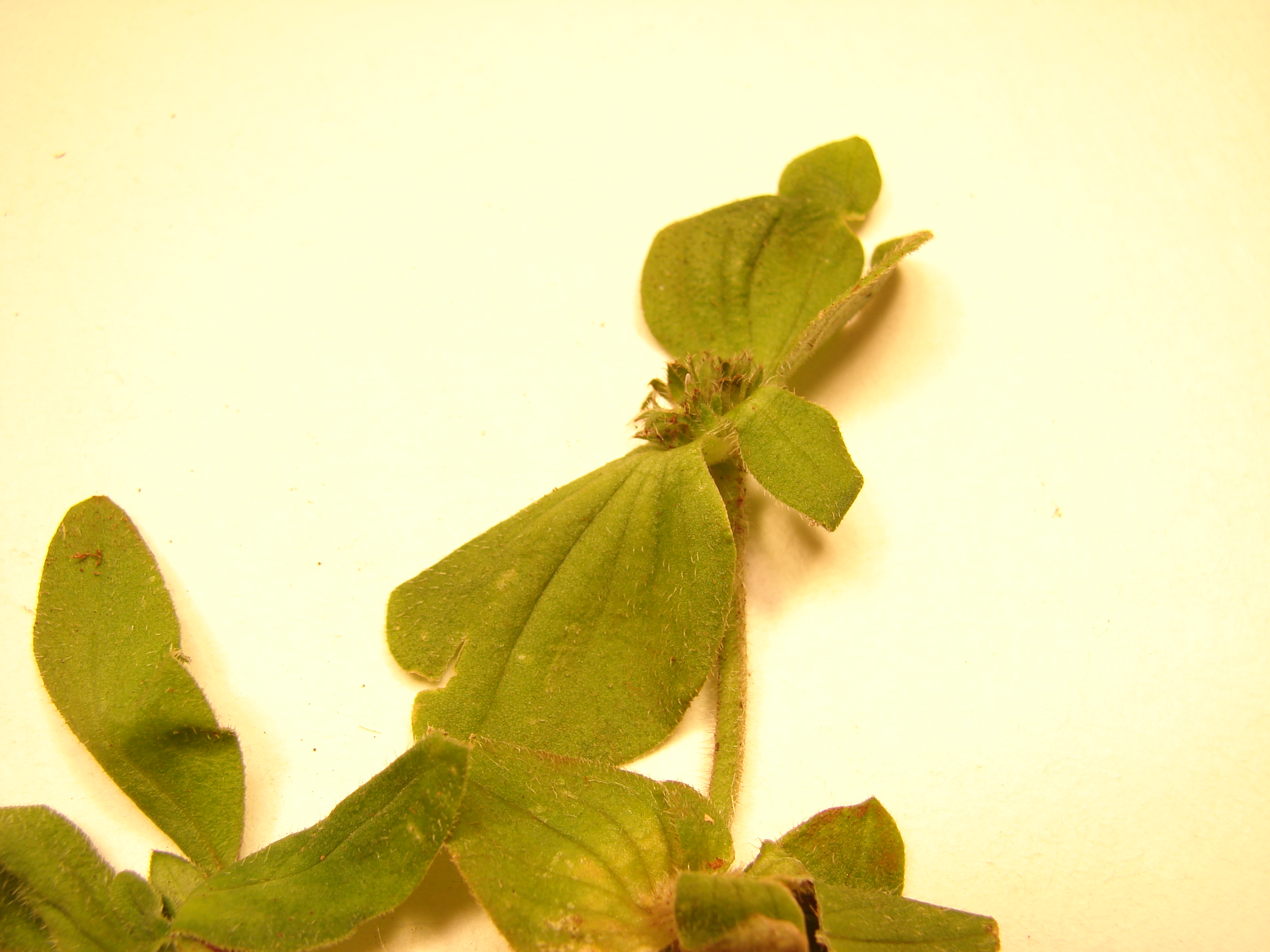